# Zabala (città antica)

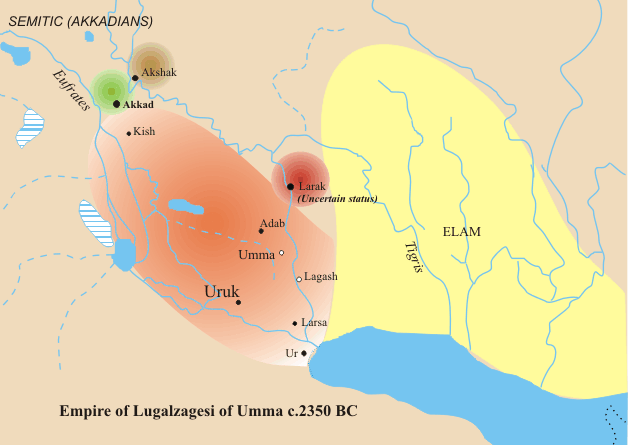
Umma al tempo di Lugal-Zage-Si

Zabala (o Zabalam, odierna Tell Ibzeikh) fu una città degli antichi Sumeri, situata in quello che ora è il governatorato di Dhi Qar in Iraq. Zabala si trovava sulla confluenza degli antichi canali Iturungal e Ninagina. Il dio protettore della città era Inanna di Zabala.

## Storia
Le prime attestazioni di Zabala si trovano nella documentazione del periodo Jemdet Nasr, tra cui una lista delle antiche città: Ur, Nippur, Larsa, Uruk, Kes e Zabalam. La più antica registrazione storica, l'iscrizione su una ciotola, indica che Zabala si trovava sotto il controllo di Lugalzagesi di Lagash. Nel periodo sargonico, Shar-Kali-Sharri e Naram-Sin parlano di un tempio dedicato alla dea Inanna a Zabala, mentre Rimush di Akkad afferma che Zabala tentò una rivolta nei confronti dell'impero accadico. Dopo la caduta degli Accadi, Zabala entrò nella sfera di influenza della città-stato di Isin, come citato nella cronologia di numerosi re, tra cui Itar-pisa e Ur-Ninurta. La città fu in seguito sottomessa ad Abisare di Larsa, nei cui registri si parla della costruzione del canale "Preferito di Inanna di Zabalam". Durante il periodo della terza dinastia di Ur, Zabala fu controllata dal governatore di Ur a Umma, che era la capitale della provincia di Umma. I testi in scrittura cuneiforme affermano che Hammurabi costruì il tempio di Zabala chiamato Ezi-Kalam-ma, dedicandolo alla dea Innana. Il tempio di Inanna a Zabalam è l'oggetto dell'inno 26 di Enkheduanna.

## Archeologia
All'inizio del 1900 si svolsero numerosi scavi illegali a Zabala. Questa attività raggiunse l'apice negli anni novanta, periodo in cui l'Organizzazione Statale Irachena delle Antichità sembra avere autorizzato uno scavo ufficiale, il primo del sito archeologico. Non è chiaro se i suoi risultati siano mai stati pubblicati. Un'ulteriore opera di saccheggio si è avuta dopo la guerra irachena del 2003.